# Курно, Антуан Огюстен
Антуа́н Огюсте́н Курно́ (фр. Antoine Augustin Cournot; 28 августа 1801, Гре — 30 марта, 1877, Париж) — французский экономист, философ и математик.

## Биография
Родился в Гре 28 августа 1801. Учился в лицее в Безансоне, в 1821 поступил в Высшую нормальную школу Парижа, в 1823 получил степень лиценциата в области науки, в 1827 — в области права.
Родоначальник математического направления в политической экономии, был ректором академии в Гренобле, затем в Дижоне. Его теория случая совершенно оригинальна; он первый с успехом приложил математические методы к политической экономии. Его труды, особенно первые, не имели, однако, большого успеха. Ему принадлежат также «Des Institutions d’instruction publique en France» (П., 1864), интересные доклады математического содержания в «Journal» Crelle’я и других сборниках, издание мемуаров маршала Гувион-Сен-Сира (Париж, 1831) и писем Эйлера (Париж, 1842).
Главным вкладом Курно в экономическую науку является Исследование математических принципов теории богатства (1838).
Курно применял свой математический метод лишь к тем экономическим явлениям, которые допускают возможность непосредственного количественного определения, а именно к ценам и доходам. Он составляет кривую спроса, с количествами в виде ординат и ценами в виде абсцисс, определяет цену, при которой обороты достигают максимума, и специально изучает случай монополии, он исследует влияние налогов на товары, производимые монополистически, конкуренцию производителей на рынке, совокупное действие последних на различных ступенях изготовления товара, образование общественного дохода и изменение его международным взаимодействием рынков. Случай, над теорией которого он работал в других своих сочинениях, представляется ему своего рода положительным элементом в явлениях, возникающих от совместного существования многих независимых друг от друга рядов причин.

## Произведения
Его работы по экономике: Исследование математических принципов теории богатства «Recherches sur les principes mathématiques de la théorie des richesses» (Париж, 1838) и «Revue sommaire des doctrines économiques» (Париж, 1877), где он критикует закон спроса и предложения. Философские труды: «Exposition de la théorie des chances et des probabilités» (П., 1843); «Essai sur les fondements de nos connaissances et sur les caractères de la critique philosophique» (П., 1851); «Matérialisme, vitalisme, rationalisme» (П., 1875; этюд о значении естественнонаучных данных для философии). Исторические труды: «Traité de l’enchaînement des idées fondamentales dans les sciences et dans l’histoire» (Дижон, 1861) и «Considérations sur la marche des idées et des événements dans les temps modernes» (П., 1872).
- Основы теории шансов и вероятностей = Exposition de la théorie des chances et des probabilités. / [Вступ. статья А. Л. Вайнштейна и Н. С. Четверикова, с. 5-23]. — М. : Наука, 1970. — 384 с., 1 л. портр.